# Faust (Spohr)

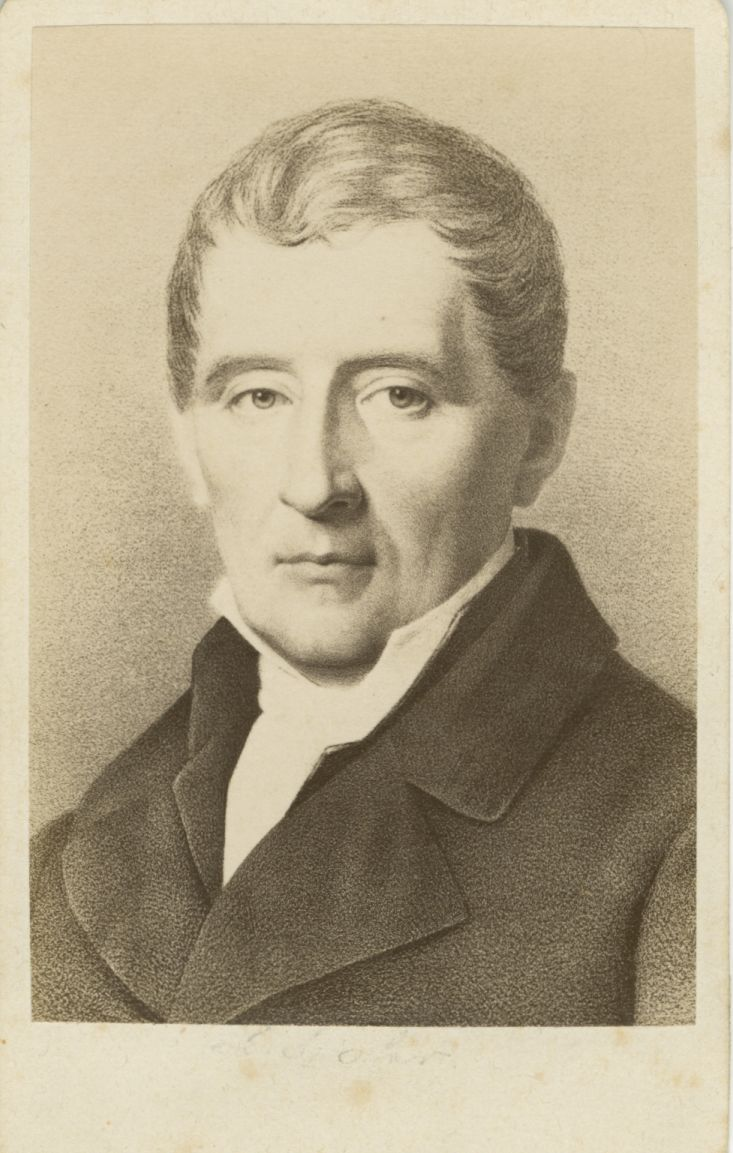
Louis Spohr

Faust är en opera (Romantische Oper) i två akter med musik av Louis Spohr och libretto av Josef Karl Bernard.

## Historia
Under sitt engagemang som kapellmästare vid Theater an der Wien, där han blev fascinerad av operahusets teatermaskineri, bestämde sig Spohr efter att ha gjort några tidigare musikdramatiska försök, att tonsätta Faustämnet. Operan tillkom mellan maj och september 1813. Spohr hoppades på ett framträdande i Wien, något som dock inte kom till stånd på grund av en konflikt med greve Ferdinánd Pálffy, teaterns direktör och senare ägare. Vid Wienkongressen 1814 presenterade Spohr därför bara den programmatiska ouvertyren, och därmed gick istället E.T.A. Hoffmann in i musikhistorien som tonsättare till den första romantiska operan (Undine, 1816). Spohr var förhindrad att bevista uruppförandet av Faust i Prag den 1 september 1816 under ledning av Carl Maria von Weber. Denna version var ett Sångspel med talad dialog. 1851 gjorde Spohr en omarbetning av operan och ersatte den talade dialogen med recitativ. I denna version hade operan premiär på italienska 15 juli 1852 på Covent Garden i London.

## Faustämnet
Den på den här tiden älskade Fausthistorien, som berikats med psykologiska moment, skiljer sig tydligt från jämförbara folksagor. Goethes pjäs Faust (första delen 1806) hade vid den här tiden ännu inte etablerat sig. Men Spohr kan ha varit förtrogen med Goethes Faust, eftersom hans Gretchen-tonsättning tillkommit redan 1808-09. Kompositionsmässigt gör Faust särskilt stort intryck genom de nyanserade känslorna, sångbarheten och den täta dramaturgin. Avgörande är emellertid användandet av erinringsmotiv. Även när det gäller klangeffekter är Spohr långt före sin tid: i öppnings- och bröllopsscenen låter han musik spelas bakom scenen. Spohr strävade i fortsättningen efter att följa med sin tid genom att ständigt aktualisera sin musik. År 1829 gavs stycket i Berlin och fick framförallt i det tyska språkområdet stor spridning.

## Personer
- Faust (baryton)
- Mefistofeles (baryton)
- Greve Hugo (tenor)
- Kunigunde, hans trolovade (sopran)
- Gulf, riddare (bas)
- Kaylinger (baryton)
- Wohlhaldt (tenor)
- Wagner (tenor)
- Moor (bas)
- Röschen, en borgarflicka (sopran)
- Franz, guldsmedslärling (tenor)
- En av Hugos väpnare (talroll)
- En av Kunigundes tjänarinnor (sopran)
- En röst (sopran)
- Sycorax, häxornas ledarinna (sopran)
- En ande (talroll)
- Folk, häxor, bröllopsgäster, rättstjänare, andar (kör, statister)

## Handling
Akt I
Med Mefistofeles hjälp har Faust återvunnit sin ungdom, blivit rik och har lyckats vinna borgarflickan Röschens kärlek. Till sina vänners häpnad vill han nu ägna sig åt goda handlingar. Franz, som också han älskar Röschen, är svartsjuk och misstänksam. Faust ber flickan komma till sig, men Franz uppviglar folket för att försöka återerövra Röschen. Mefistofeles hjälper Faust och Röschen att komma i säkerhet. Faust blir invecklad i den vackra Kunigundes öde. Hon har blivit bortförd av riddaren Gulf, men med Mefistofeles hjälp lyckas Faust och Kunigundes trolovade, greve Hugo, befria den olyckliga. Faust förälskar sig i adelsdamen.
Akt II
Mefistofeles för med sig Faust till häxsabbaten på Blocksberg (Blåkulla), där den förälskade Faust erhåller en trolldryck.
I Aachen firar Kunigunde och Hugo bröllop. Bland gästerna befinner sig Faust och Mefistofeles. Under sitt sökande efter Faust anländer den trogna Röschen till staden med Franz. Faust låter Kunigunde dricka av trolldrycken och hon blir förälskad i honom. Båda flyr, förföljda av greve Hugo, som faller för Fausts hand. Faust och Mefistofeles har tröttnat på sin tillvaro. Faust vill leva ett lugnt liv tillsammans med Röschen, medan Mefistofeles vill återvända till helvetet. Kunigunde, som ännu inte känner till att greve Hugo är död, ertappar den trolöse Faust med Röschen och försöker döda honom. När Röschen får reda på Fausts förbindelse med Kunigunde, går hon i sjön. Fausts vänner vänder sig från honom och han hämtas av djävulen.